# Лорън Ашър
Лорън Ашър (на английски: Lauren Asher) е американска писателка на произведения в жанра съвременен любовен роман.

## Биография и творчество
Лорън Ашър е родена на 20 юни 1995 г. в САЩ, в кубинско-американско семейство.
Първият ѝ роман „Дроселирана“ от поредицата „Мръсен въздух“ е издаден през 2020 г. Историята представя привличането между Мая Алаторе и Ноа Слейд, който е автомобилен състезател във Формула 1, но съперник на нейния брат. Следващите романи от поредицата също представят отделни истории с други герои обединени от темата за любовните отношения и пречки в света на автомобилните състезания.
През 2021 г. е издаден романът ѝ „Мръсна сделка“ от поредицата „Милиардерите от страната на мечтите“. Историята е за богат наследник и за забавна и талантлива служителка, които въпреки дистанцията и личните отношения намират общ език и бъдеще. В следващия роман от поредицата, „Мръсни условия“, от 2022 г. другите двама герои, безскрупулния мениджър и остроумната служителка, също сключват брачна сделка в полза на наследника, но и не предполагат последствията от нея.
Лорън Ашър живее в Маями.

## Произведения

### Поредица „Мръсен въздух“ (Dirty Air)
1. Throttled (2020)[1][2][3]
2. Collided (2020)
3. Wrecked (2020)
4. Redeemed (2021)

### Поредица „Милиардерите от страната на мечтите“ (Dreamland Billionaires)
1. The Fine Print (2021)[1][2][3]
Мръсна сделка, изд.: „Сиела“, София (2022), прев. Габриела Кожухарова
2. Terms and Conditions (2022)
Мръсни условия, изд.: „Сиела“, София (2024), прев. Габриела Кожухарова
3. Final Offer (2023)

### Поредица „Милиардерите на брега на езерото“ (Lakefront Billionaires)
1. Love Redesigned (2023)[1][2]
2. Love Unwritten (2024)